# Cotoneaster khasiensis
Cotoneaster khasiensis är en rosväxtart som beskrevs av Klotz. Cotoneaster khasiensis ingår i släktet oxbär, och familjen rosväxter. Inga underarter finns listade i Catalogue of Life.